# Девин Тонер
Девин Тонер (енгл. Devin Toner; 29. јун 1986) професионални је рагбиста и ирски репрезентативац, који тренутно игра за Ленстер. Тонер је један од највиших рагбиста на планети. Висок 210 цм, тежак 124 кг, Тонер је студирао на Кестлнок колеџу у Даблину. За Ленстер је од 2005. до данас одиграо 165 утакмица и постигао 3 есеја. За репрезентацију Ирске дебитовао је против Самое 13. новембра 2010. За Ирску је до сада одиграо 31 тест меч и са овом репрезентацијом је 2 пута освајао куп шест нација. Играо је на светском првенству 2015.